# Janires e Amigos
Janires e Amigos é um álbum ao vivo do cantor e compositor brasileiro Janires, mais tarde relançado como álbum da banda de rock cristão Rebanhão, gravado em 14 de dezembro de 1984, e lançado em 1985 pela gravadora Doce Harmonia.
É um disco comemorando dez anos de conversão religiosa do vocalista Janires, que também prestou homenagens à amigos e sua mãe. O projeto gráfico do disco foi produzido pelo cantor Marcos Góes. A gravação em si foi de um processo extremamente complexo para a época. As faixas mais tarde foram trabalhadas num estúdio de oito canais, localizado no Rio de Janeiro.
Foi o primeiro álbum cristão gravado ao vivo no Brasil, e em 1994 foi relançado em CD contendo as canções "Baião" e "Mel" gravadas em estúdio adicionalmente, incluído o nome "Rebanhão" na capa. Em 2020, o projeto foi relançado a partir da versão em vinil pela gravadora Bompastor.
Em 2015, foi considerado, por vários historiadores, músicos e jornalistas, como o 8º maior álbum da música cristã brasileira, em uma publicação dirigida pelo Super Gospel. Em 2019, foi eleito pelo mesmo portal o 4º melhor álbum da década de 1980.

## Antecedentes
Janires se tornou evangélico durante a década de 1970, depois de se converter numa casa de recuperação. Em São Paulo, começou a atuar em projetos musicais, mas ficou de fato conhecido quando se mudou para o Rio de Janeiro e lançou, com o Rebanhão, os álbuns Mais Doce que o Mel (1981) e Luz do Mundo (1983). Em 1984, o cantor completou 10 anos de conversão e decidiu comemorar a marca com um registro solo ao lado de amigos.

## Gravação
O álbum foi gravado em 14 de dezembro de 1984 no Auditório da Rádio Boas Novas, na cidade do Rio de Janeiro. O projeto reuniu composições autorais de Janires com temas diversos, principalmente homenagens a amigos que estiveram na gravação. Na obra, o cantor homenageou sua mãe com "Mamãe" e a própria Rádio Boas Novas. Além disso, o disco também homenageia figuras públicas como o piloto Alex Dias Ribeiro, o jogador de futebol Baltazar, a atriz Darlene Glória (creditada, no álbum, como Helena Brandão), que eram amigos pessoais de Janires e estiveram na gravação.
O álbum também traz "Arca (Festa de Arromba Evangélica)", uma referência a "Festa de Arromba" de Erasmo Carlos, que cita artistas e bandas da cena evangélica daquele período. Além disso, a obra também traz as regravações de "Baião", nomeada "Baião I", e "Casinha"

## Lançamento e recepção
| Críticas profissionais | Críticas profissionais |
| Avaliações da crítica  | Avaliações da crítica  |
| Fonte                  | Avaliação              |
| ---------------------- | ---------------------- |
| O Propagador           | [ 8 ]                  |
| Super Gospel           | [ 7 ]                  |

Janires e Amigos foi lançado em 1985 e recebeu aclamação retrospectiva da crítica musical evangélica. Para o guia discográfico do O Propagador, "o disco funciona muito bem enquanto solo de Janires, de longe o melhor membro do Rebanhão", dando destaque para as letras de “Helena, todo o pecado estará perdoado” e “Arca (Festa de arromba Evangélica)”.
Em 2018, o álbum recebeu uma avaliação retrospectiva do Super Gospel, com cotação de 5 de 5 estrelas. Nela, o projeto foi classificado como "um dos registros mais impressionantes da década de 1980" e que "A curta, porém genial trajetória de Janires, pode ser conferida em canções que tratam sobre a vida, o amor, a morte e a eternidade". No ano seguinte, a obra foi classificada pelo site como o 4º melhor álbum da década de 1980.

## Relançamentos
A obra foi relançada na década de 1990, em meados de 1994, pela gravadora Doce Harmonia. Nesta versão, o álbum deixou de ser creditado como obra solo de Janires e passou a ser de sua ex-banda, o Rebanhão, que participou da gravação. Além disso, toda a ordem das faixas foi alterada, alguns títulos foram resumidos, como "Helena", e algumas faixas foram reduzidas de duração. O projeto gráfico também foi alterado com menção ao Rebanhão e duas faixas do álbum Mais Doce que o Mel foram inclusas: "Mel" e "Baião". Esta edição chegou a ser liberada nas plataformas digitais na década de 2010 com o crédito incorreto de 1979 como ano do álbum.
Em 21 de novembro de 2020, a gravadora evangélica Bompastor relançou Janires e Amigos a partir do vinil original, com uma versão digital do projeto gráfico. As faixas bônus da edição em CD não foram inclusas e todas as faixas tiveram suas durações originais. Em especial, "Jesus Cristo Mudou Meu Viver" traz uma fala de Paulo César Graça e Paz na introdução que havia sido parcialmente cortada na edição em CD. Assim como no vinil, o projeto foi creditado apenas a Janires, embora as participações nas faixas não estejam creditadas aos artistas participantes.

## Faixas
A seguir lista-se as faixas, compositores e durações de cada canção de Janires e Amigos.
Edição original em vinil e streaming
| Lado A |                                      |                     |                             |         |  |
| N.º    | Título                               | Compositor(es)      | Vocais                      | Duração |  |
| 1.     | "Mamãe"                              | Janires             | Janires                     | 4:16    |  |
| 2.     | "Jesus Super Herói"                  | Janires             | Wagner Carvalho e Ed Wilson | 3:03    |  |
| 3.     | "Arca (Festa de arromba evangélica)" | Janires             | Janires                     | 4:01    |  |
| 4.     | "Alex o baixinho voador"             | Janires             | Janires                     | 3:26    |  |
| 5.     | "Casinha"                            | Janires             | Janires e João Alexandre    | 4:41    |  |
| 6.     | "Alfa e Ômega"                       | Comunidade Maranata | Alex Dias Ribeiro           | 1:36    |  |

| Lado B |                                         |                                    |                                    |         |  |
| N.º    | Título                                  | Compositor(es)                     | Vocais                             | Duração |  |
| 1.     | "Baltazar o artilheiro de Deus"         | Janires                            | Janires                            | 4:25    |  |
| 2.     | "Jesus Cristo Mudou Meu Viver"          | Archie P. Jordan / Vs. John Sutton | Paulo César Graça e Paz e Banda Fé | 6:18    |  |
| 3.     | "Baião I"                               | Janires                            | Janires e Carlinhos Felix          | 4:55    |  |
| 4.     | "Helena Todo pecado será perdoado"      | Janires                            | Janires                            | 3:16    |  |
| 5.     | "À Minha Amiga R.B.N. (Lindas Canções)" | Janires                            | Banda Fé                           | 2:28    |  |

| Versão de relançamento em CD, década de 1990 |                                  |                                    |         |  |
| N.º                                          | Título                           | Compositor(es)                     | Duração |  |
| 1.                                           | "Baião"                          | Janires                            | 5:00    |  |
| 2.                                           | "Jesus Cristo Mudou Meu Viver"   | Archie P. Jordan / Vs. John Sutton | 6:12    |  |
| 3.                                           | "Baltazar, o Artilheiro de Deus" | Janires                            | 4:25    |  |
| 4.                                           | "Helena"                         | Janires                            | 3:16    |  |
| 5.                                           | "Mamãe"                          | Janires                            | 4:17    |  |
| 6.                                           | "Jesus Super Herói"              | Janires                            | 3:07    |  |
| 7.                                           | "Casinha"                        | Janires                            | 4:47    |  |
| 8.                                           | "Alex, o Baixinho Voador"        | Janires                            | 3:28    |  |
| 9.                                           | "Alfa e Ômega"                   | Comunidade Maranata                | 1:33    |  |
| 10.                                          | "Arca"                           | Janires                            | 4:01    |  |
| 11.                                          | "À Amiga R.B.N."                 | Janires                            | 2:22    |  |
| 12.                                          | "Mel"                            | Janires                            | 2:44    |  |
| 13.                                          | "Baião" (original)               | Janires                            | 3:58    |  |

## Ficha técnica
A seguir estão listados os músicos e técnicos envolvidos na produção de Janires e Amigos:
- Janires – vocal, violão, produção musical
- Pedro Braconnot – teclado
- Gladson Góes – baixo
- Carlinhos Felix – guitarra, vocal em "Baião"
- Kandell – bateria
- Marcos Brito – vocais de apoio
- João Alexandre – vocal, guitarra em "Casinha"
- Wagner Carvalho – vocal em "Jesus Super Heroi"
- Ed Wilson – vocal em "Jesus Super Heroi"
- Helena Brandão – vocal de apoio
- Marcos Brito – vocal de apoio
- Alex Dias Ribeiro – vocal em "Alfa Ômega", vocal de apoio
- Waldenir Carvalho – vocal de apoio
- Paulo César Graça e Paz – vocal de apoio
- Baltazar – vocal de apoio

Equipe técnica
- Ermínio – técnico de gravação
- Barney – assistente de gravação
- Silas – direção de estúdio

Projeto gráfico
- Marcos Góes – design
- Alexandre Saraiva – fotos